# Celestýna
Celestýna je ženské rodné jméno. Jméno má latinský původ, ženská podoba ke jménu Celestýn, to znamená „nebeský“.

## Domácké podoby
Celeste, Celuška, Týna, Celestýnka

## Známé nositelky jména
- Celeste – britsko-jamajská zpěvačka
- Celeste Buckingham – slovensko-americko-švýcarská zpěvačka
- Celestina Boninsegna – italská operní pěvkyně, dramatický soprán
- Celestýna Faron – polská katolická řeholnice
- Celestina Warbeck – britská zpěvačka z knih o Harrym Potterovi
- Celeste Colmenares – venezuelsko-německá modelka a herečka
- La Celestina – kniha od spisovatele Fernanda De Rojase
- La Celestina – španělské drama s Penélope Cruz v hlavní roli